# Lilla Gjustjärnen
Lilla Gjustjärnen är en sjö i Hofors kommun i Gästrikland och ingår i Dalälvens huvudavrinningsområde.